# Abacetus lucidulus
Abacetus lucidulus là một loài bọ chân chạy thuộc phân họ Pterostichinae. Loài này được Louis Péringuey mô tả lần đầu năm 1896.